# 90

## Починали
- Анаклет I, римски папа